# Conjunt de Romedo: Romedo de Dalt, Colatx, Guiló de Baix
El conjunt d'estanys de Romedo són un grup d'estanys d'origen glacial a la capçalera de la Noguera de Cardós. La conca és de 156 ha i està orientada de nord a sud amb el pic de Turguilha (2521 m) i el de Tres Comptes (2671 m) a la carena nord. A la zona hi ha uns quants estanys pròpiament dits, però a més a més hi ha centenars de petites bassetes repartides per tota la conca. Els estanys més representatius són el Romedo de Dalt, Colatx i Guiló (o Aguiló) de Baix tots a una altitud entre els 2100 i 2200 m. El primer és un dels estanys grans dels pirineus amb 12 ha de superfície i 40 m de profunditat, en canvi els altres dos són de dimensions més reduïdes (una mica més de dues hectàrees) i relativament somers.
La vegetació de la conca consta majoritàriament de gespets (prats de Festuca eskia) i a la zona propera a l'estany de Romedo de Dalt hi ha també neretars (matollars de Rhododendron ferrugineum).
Aquest conjunt d'estanys constitueixen una veritable raresa als Pirineus. Tot i que es troben en una conca granodiorítica, sembla que en aquest cas la roca és més resistent a la meteorització química, i dona una aigua extraordinàriament poc mineralitzada. Això fa que tinguin una flora algal molt particular, i una vegetació submergida amb un element que no trobem en altres estanys dels Pirineus, es tracta d'una espècie d'esfagne (Sphagnum denticulatum). Normalment, els briòfits d'aquest gènere els trobem en les molleres, torberes i a la vora d'alguns estanys, però en aquests casos no estan completament submergits com l'espècie d'aquest estany. També tenen plantes aquàtiques, com Isoetes lacustris a l'estany de Romedo de Dalt i Isoetes echinospora al Romedo de Dalt i Colatx. Aquest darrer està també recobert per unes grans extensions d'espargani (Sparganium angustifolium).
L'estany de Romedo de dalt és juntament amb l'estany Senó (situat entre el Colatx i el Romedo de Dalt) un dels pocs estanys del Pirineu català amb una població reproductora de truita de font (Salvelinus fontinalis). En canvi als altres dos estanys no se'ls ha introduït cap espècie de peix. Aquests dos darrers, tenen poblacions de granota roja (Rana temporaria) i a les basses del voltant s'hi troba també poblacions estables de tritó palmat (Lissotriton helveticus). Pel que fa als crustacis, l'estany Romedo de Dalt també destaca per ser un dels pocs estanys on es pot trobar una espècie de crustaci planctònic, Holopedium gibberum, característic d'aigües poc mineralitzades del nord d'Europa, i a més a més és dels pocs estanys amb dues espècies de copèpodes calanoids (Mixodiaptomus laciniatus i Eudiaptomus vulgaris) fet més propi d'alguns estanys grans.
En aquest moment es troben englobats dins del Parc Natural de l'Alt Pirineu. El seu estat ecològic és Bo per l'estany Romedo de Dalt i Molt Bona a la resta segons la classificació de la Directiva Marc de l'Aigua. Tot i que aquests estanys estan molt ben conservats, són veïns d'estanys en explotació hidroelèctrica (Certascan, Romedo de Baix), de manera que hi ha una pista d'accés fins ben a prop, i això els fa susceptibles de futurs plans d'ampliació de les explotacions, o focus d'altres alternatives per la facilitat d'accés.